# Audio88 & Yassin

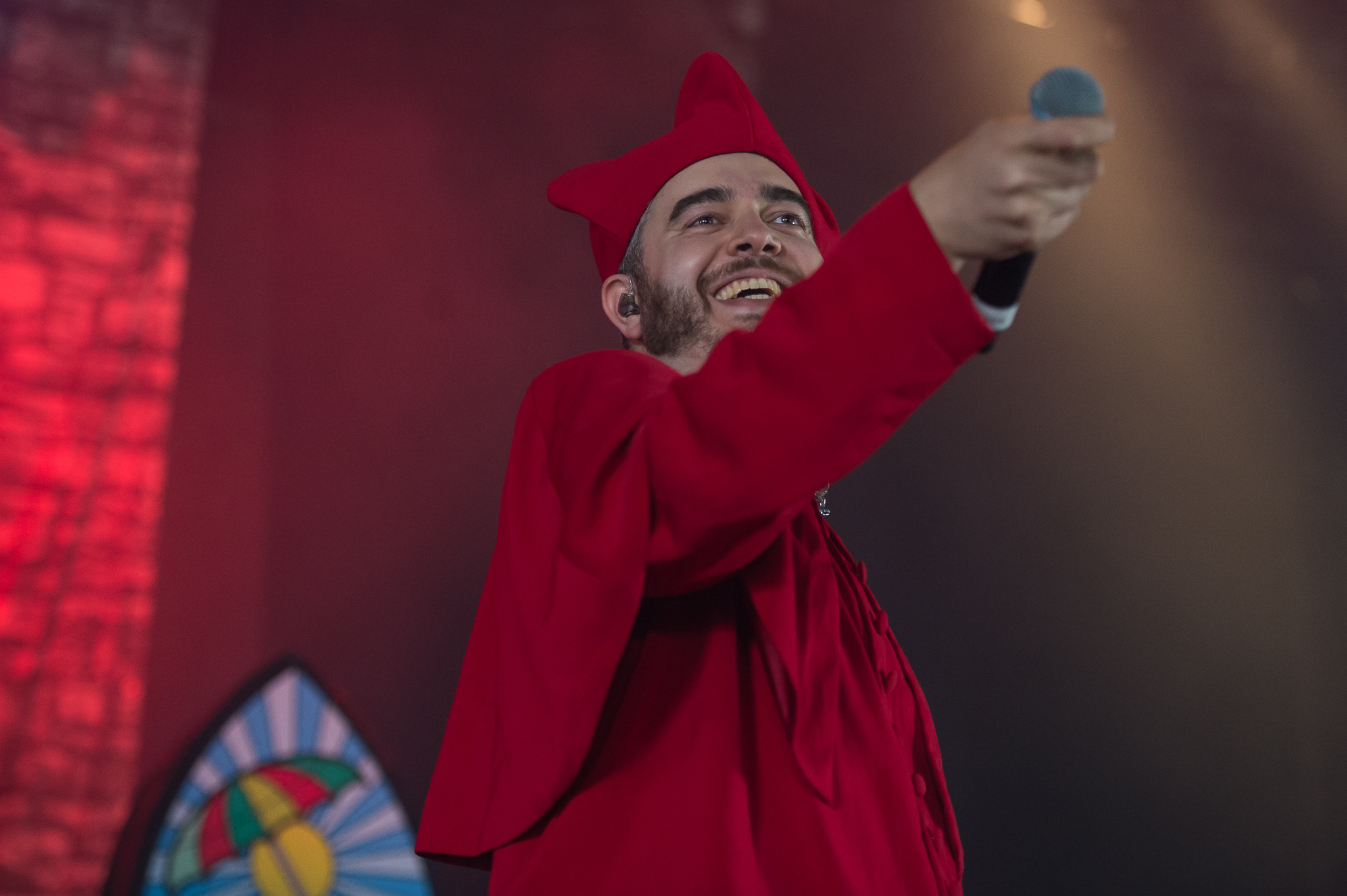
Yassin

Audio88 & Yassin ist ein deutsches Hip-Hop-Duo aus Berlin. Sie machen seit 2009 gemeinsam Musik.

## Geschichte
Audio88 und Yassin lernten sich über den gemeinsamen Bekannten Soda kennen, mit dem Yassin in einer WG zusammen wohnte. Über MySpace nahmen sie mit Audio88 Kontakt auf und trafen sich dann später auf einem El-P-Konzert. Der erste gemeinsame Track wurde Krieg ist cool. Die beiden verstanden sich auf Anhieb und veröffentlichten 2009 das gemeinsame Album Zwei Herrengedeck, bitte!. Es folgte 2010 ein zweiter Teil und im gleichen Jahr noch der dritte Teil Das Gleiche wie immer, bitte. Alle Alben erschienen über Analog Audio sowie als LP über HHV.de. Die beiden traten erstmals 2010 auf dem Splash!-Festival auf. Es folgte ein weiterer Auftritt 2012.
2012 gründeten sie zusammen mit Morlockk Dilemma und Hiob die Crew Die Bestesten, die 2012 die 7’’ Ein Job für die Bestesten veröffentlichte.
2015 erschien das Album Normaler Samt, eine Anspielung auf Blue Velvet beziehungsweise das richtungsweisende Rap-Album Blauer Samt von Torch. Das Album erreichte Platz 22 der deutschen Albumcharts. 2015 traten sie ein weiteres Mal auf dem Splash! auf.

## Label Normale Musik
Im Jahr 2016 gründete das Duo das Hip-Hop-Musiklabel Normale Musik, auf dem am 10. Juni 2016 mit Halleluja das fünfte Album von Audio88 & Yassin erschienen ist. Gäste auf dem Album sind Nico K.I.Z sowie DoZ9. Bereits am 28. April wurde das Video zum Titelsong Hallelujah veröffentlicht. Am 2. Juni wurde mit Gnade die bisher einzige Single released. Das Album erreichte Platz 19 der deutschen Albencharts.
Der Firmensitz des Labels ist in Berlin, Deutschland. Neben dem Vertrieb von Musik kümmert sich das Label unter anderem um Live-Tourneen, Konzerte und Merchandise mehrerer Künstler. Der Schwerpunkt liegt aber auf den Werken von Audio88 und Yassin im Duo und als Solokünstler.

### Veröffentlichungen des Labels (Auswahl)
- 2016: Halleluja von Audio88 & Yassin
- 2017: Sternzeichen Hass von Audio88
- 2019: YPSILON von Yassin
- 2019: YPSILON Unplugged von Yassin
- 2021: Todesliste von Audio88 & Yassin
- 2022: Back im Game Vol. 1 von Audio88, Yassin & Torky Tork

## Musik und Texte
Audio88 & Yassins Musik ist im Lo-Fi-Hip-Hop angesiedelt. Die Musik ist minimalistisch gehalten und ebnet so den Weg für die hintergründigen und häufig sarkastischen Texte. Inzwischen sind auch moderne Trap-Elemente teilweise auf den Alben zu hören. Die ersten drei Alben handeln vor allem vom Alkoholkonsum und bieten, wie auch Normaler Samt, viel Texte über die Metaebene von Hip-Hop. Der Aufhänger Herrengedeck wurde aber mit Normaler Samt zurückgefahren. Es finden sich viele Anspielungen, sowohl auf die Hip-Hop-Kultur als auch auf die allgemeine Populärkultur in den Texten. Zumeist sind die Texte sehr kritisch, zynisch und sarkastisch. Zudem ist ein Großteil der Texte im sogenannten Battlerap zu verorten, spricht also sowohl fiktive als auch reale Gegner an.

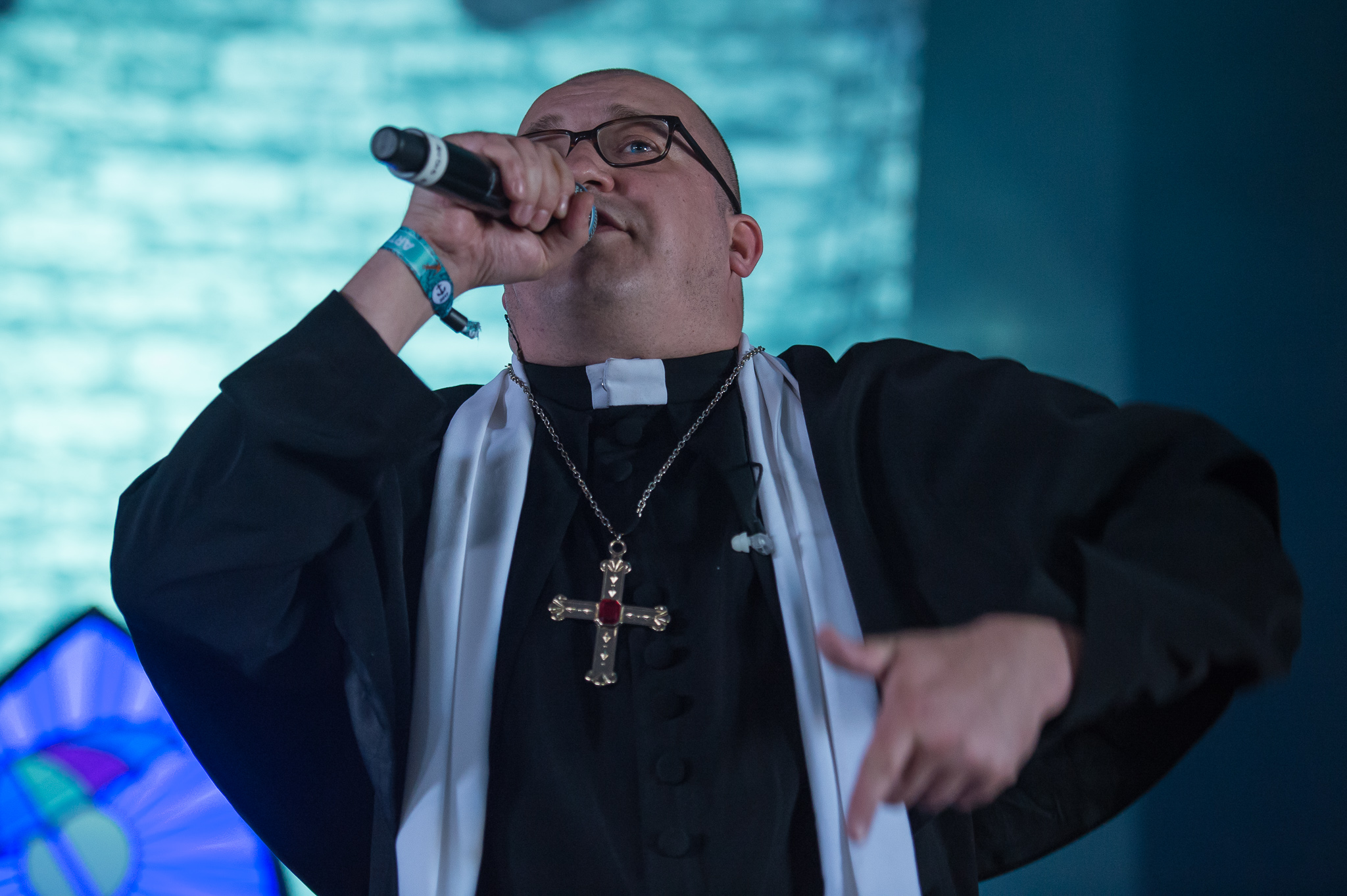
Audio88

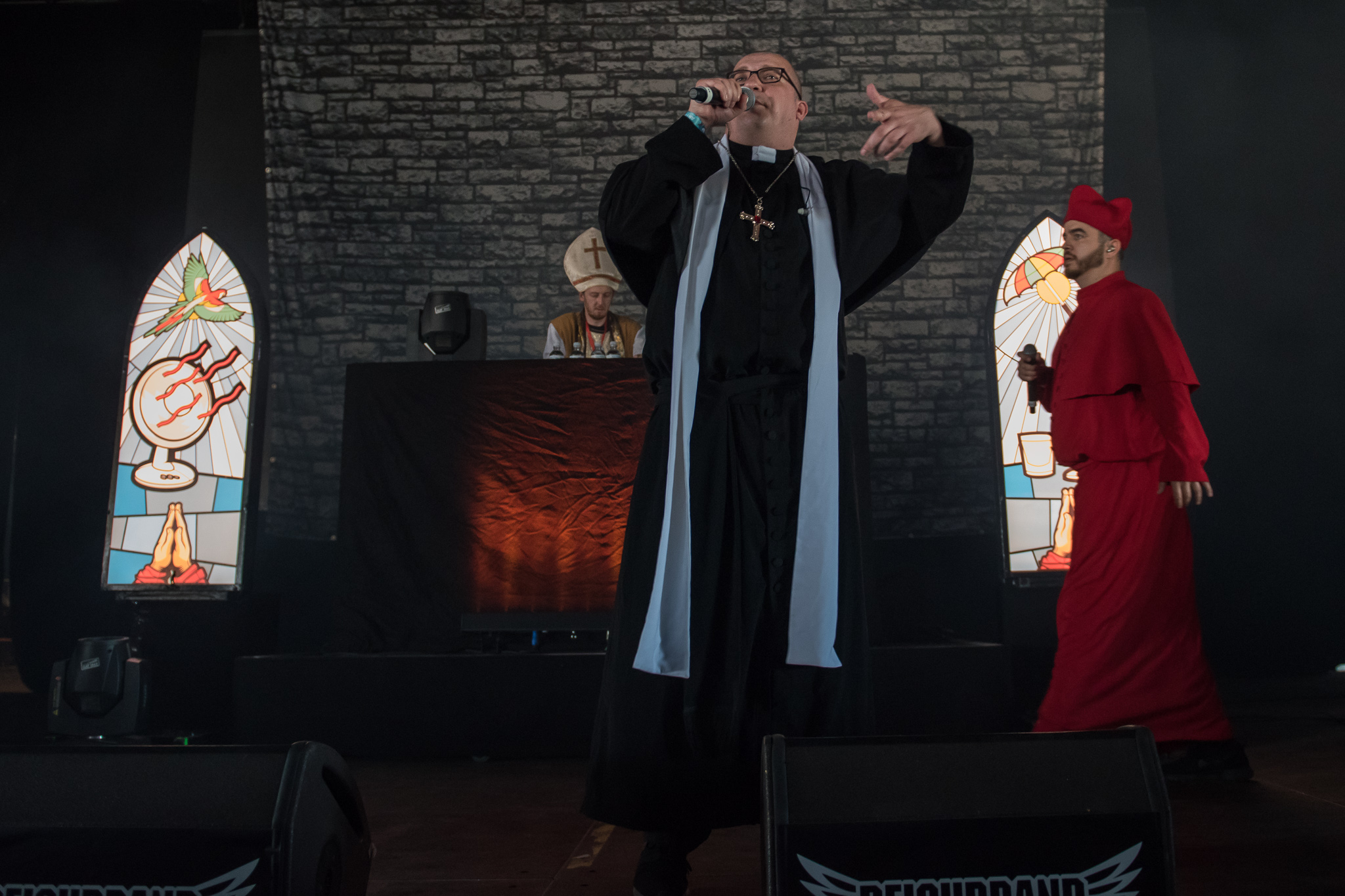
Audio88 & Yassin

## Diskografie
Alben
- 2009: Zwei Herrengedeck, bitte (Analog Alpha)
- 2010: Nochmal zwei Herrengedeck, bitte (HHV.de)
- 2010: Das Gleiche wie immer, bitte (Vinyldigital.de)
- 2015: Normaler Samt (Heart Working Class)
- 2016: Halleluja (Normale Musik)
- 2017: Die Herrengedecke (Normale Musik)
- 2021: Todesliste (Normale Musik)
- 2022: Back im Game Vol. 1 (Normale Musik)

Singles/EPs
- 2009: Vorglühen (7’’, Analog Alpha)
- 2011: Über Liebe (7’’, HHV.de)
- 2013: Quadratur des Dreiecks (7’’, Spoken View)
- 2017: Über Liebe (Suff Daddy & The Lunchbirds Version) mit Suff Daddy und The Lunchbirds.
- 2018: True Story mit Mädness und Döll.[8]
- 2018: Isso mit Mädness und Döll.[9]

Sonstige
- 2009: Dein Problem auf Juice CD Vol. 98
- 2010: Sandy und Justin auf This City Has No Seasons
- 2010: Gott Trinkt (Whizz Vienna Remix) auf Juice CD Volume 105
- 2010: Isolation (Refill) auf Refills von Suff Daddy
- 2010: Außer Besen nichts gewesen auf Der eiserne Besen von Morlockk Dilemma
- 2012: Mutterficker auf Solange früher alles besser war von Fatoni
- 2013: Hoooooooo auf Juice CD #116
- 2014: Hoooo! auf Bei aller Liebe von Dramadigs
- 2014: Dies das auf Palmen & Freunde von Dexter.
- 2015: Was würde Manny Marc tun? auf Hurra die Welt geht unter von K.I.Z
- 2015: Soundtrack zum Merch auf Der eiserne Besen 2 von Morlockk Dilemma
- 2015: Schellen (Freetrack zum Tour-Auftakt 2015)
- 2016: Halleluja (Nico Kiz Remix) auf Juice CD #134
- 2016: Bitte Skippe (Skit auf Ich bin fertig) auf Essahdamus von Kool Savas
- 2016: Blaulich – RMX auf Mutterficker von Frauenarzt.
- 2017: Partykirche – Remix auf Partykirche – EP von Maeckes.
- 2017: Fadenkreuz auf Hexxenkessel EP 2 von Brenk Sinatra und Morlockk Dilemma.
- 2018: Terrorist auf EH OLO von Sonne Ra mit Torky Tork.

## Tourneen und Konzerte

### Tourneen
- 2021: Tour des Todes (wegen der COVID-19-Pandemie aus dem Jahr 2020 auf das Jahr 2021 verschoben).[10]

### Konzerte
- 2017: Die Normale Weihnachtsmesse – Teil 1 am 14. Dezember 2017 in Berlin mit dem Berliner Kneipenchor, Mädness & Döll, K.I.Z und Monchi von Feine Sahne Fischfilet.[11]
- 2018: Die Normale Weihnachtsmesse – Teil 2 am 20. Dezember 2018 in Berlin mit Kool Savas, Casper, VSK, Mädness & Döll, Morlockk Dilemma und K.I.Z.[12][13]
- 2019: Die Normale Weihnachtsmesse – Teil 3 am 19. Dezember 2019 in Berlin.[12]
- 2020: Die Normale Weihnachtsmesse – Teil 4